# Русов, Юрий Александрович
Юрий Александрович Русов (8 января 1895 , Харьков — 2 августа 1961) — украинский биолог, ихтиолог, общественный деятель. Представитель украинской науки в эмиграции. Действительный член Научного общества им. Тараса Шевченко.

## Биография
Сын Александра и Софии Русовых. Младший брат Михаила Русова.
В 1908—1909 обучался в престижной Петербургской частной гимназии Карла Мая. В 1913 закончил частную гимназию В. П. Науменко в Киеве.
Обучался с 1913 на естественно-математическом факультете Киевского университета Св. Владимира. Во время революции 1917 года был делегатом от Киевской студенческой громады в Центральную раду УНР.
В 1918 окончил Киевский университет и с января 1919 был назначен младшим ассистентом при кафедре зоотомии Каменец-Подольского государственного украинского университета.
Во время гражданской войны служил санитаром в армии Директории УНР.
Эмигрировал в Вену. В 1920—1923 обучался в Венском университете. Получил степень доктора философии.
В 1920-х годах — преподавал в высших школах Чехословакии, впоследствии доцент Украинской студии пластического искусства в Чехословакии.
В 1930—1941 годах — директор секции рыболовства в Румынском Национальном зоотехническом институте в Бухаресте . В 1941 Ю. А. Русов перебрался в Германию. Жил в Берлине и был одним из лидеров украинского гетманского движения.
В 1946 эмигрировал в США, затем в Канаду.
С 1947 — научного сотрудник Монреальского университета и сотрудник его исследовательской станции в Национальном парке Монт-Тамблан.

## Научная деятельность
Автор около 30 научных работ и статей в области ихтиологии. Изучая ихтиологию, Ю. А. Русов постоянно находился в научных экспедициях на севере Канады, откуда привозил интересные научные материалы, которые публиковал в профессиональных журналах.

## Избранные труды
- «До анатомії Gоbius platyrоstrisii PM» (1927),
- «Бокова мускулатура Zeus faber» (1927),
- «Бокова мускулатура компресіформних і др. риб»,
- «Опис колекції риб з району Кам’янця-Подільського» (1929),
- «Рибальство в дельті Дунаю» (1929),
- «Душа народу і дух нації» (1948),
- «Опис і малюнок осетра персідського» ,
- «Матеріали до іхтіології України» ,
- «До вивчення риб Поділля з метою використання малих річок Каменецького повіту» ,
- Учебники:
  - «Зоологічний порадник до збирання і консервування колекцій»
  - «Конспект по зоології»
  - «Курс ентомології»
  - «Рибівництво»
  - «Зоологія безхребетних»
- статьи на философско-литературные темы в украинских периодических изданиях,
- воспоминаний о родителях Русовых.

Под его руководством и редакцией составлены определители: жуков, бабочек, ос и мух.
Научные труды Ю. Русова печатались в румынских, итальянских, французских и чешских профессиональных журналах.